# Paesi Bassi ai Giochi della XXX Olimpiade
I Paesi Bassi hanno partecipato ai Giochi della XXX Olimpiade di Londra che si sono svolti dal 27 luglio al 12 agosto 2012. Gli atleti olandesi hanno sempre partecipato ai giochi olimpici sin dal debutto nel 1900 ad esclusione dell'edizione del 1904. Tuttavia l'Olanda ha boicottato l'edizione del 1956 tenutasi a Melbourne, come protesta contro l'invasione sovietica in Ungheria.
Gli atleti della delegazione olandese sono stati 188. Alla cerimonia di apertura il portabandiera è stato Dorian van Rijsselberghe, mentre la portabandiera della cerimonia di chiusura è stata Ranomi Kromowidjojo.

## Medaglie
| Riepilogo quotidiano | Riepilogo quotidiano | Riepilogo quotidiano | Riepilogo quotidiano | Riepilogo quotidiano | Riepilogo quotidiano | Riepilogo quotidiano |
| -------------------- | -------------------- | -------------------- | -------------------- | -------------------- | -------------------- | -------------------- |
| Giorno               | Data                 |                      |                      |                      | Totale               |                      |
| 1º                   | 27                   | —                    | —                    | —                    | —                    |                      |
| 2º                   | 28                   | 0                    | 1                    | 0                    | 1                    |                      |
| 3º                   | 29                   | 1                    | 0                    | 0                    | 1                    |                      |
| 4º                   | 30                   | 0                    | 0                    | 0                    | 0                    |                      |
| 5º                   | 31                   | 0                    | 0                    | 0                    | 0                    |                      |
| 6º                   | 1                    | 0                    | 0                    | 1                    | 1                    |                      |
| 7º                   | 2                    | 1                    | 0                    | 2                    | 3                    |                      |
| 8º                   | 3                    | 0                    | 0                    | 0                    | 0                    |                      |
| 9º                   | 4                    | 1                    | 0                    | 1                    | 2                    |                      |
| 10º                  | 5                    | 0                    | 0                    | 0                    | 0                    |                      |
| 11º                  | 6                    | 0                    | 2                    | 0                    | 2                    |                      |
| 12º                  | 7                    | 2                    | 0                    | 2                    | 4                    |                      |
| 13º                  | 8                    | 0                    | 1                    | 0                    | 1                    |                      |
| 14º                  | 9                    | 0                    | 1                    | 0                    | 1                    |                      |
| 15º                  | 10                   | 1                    | 0                    | 2                    | 3                    |                      |
| 16º                  | 11                   | 0                    | 1                    | 0                    | 1                    |                      |
| 17º                  | 12                   | 0                    | 0                    | 0                    | 0                    |                      |
| Totale               | Totale               | 6                    | 6                    | 8                    | 20                   |                      |

### Medagliere per discipline
| Sport           | Oro | Argento | Bronzo | Totale |
| --------------- | --- | ------- | ------ | ------ |
| Nuoto           | 2   | 1       | 1      | 4      |
| Vela            | 1   | 1       | 1      | 3      |
| Hockey su prato | 1   | 1       | 0      | 2      |
| Ciclismo        | 1   | 0       | 2      | 3      |
| Ginnastica      | 1   | 0       | 0      | 1      |
| Equitazione     | 0   | 3       | 1      | 4      |
| Judo            | 0   | 0       | 2      | 2      |
| Canottaggio     | 0   | 0       | 1      | 1      |
| Totale          | 6   | 6       | 8      | 20     |

### Medaglie d'oro
| Medaglia | Nome | Sport           | Evento                           |
| --- | --- | --------------- | -------------------------------- |
| Oro | Marianne Vos | Ciclismo        | Corsa in linea femminile         |
| Oro | Ranomi Kromowidjojo | Nuoto           | 100 metri stile libero femminili |
| Oro | Ranomi Kromowidjojo | Nuoto           | 50 metri stile libero femminili  |
| Oro | Dorian van Rijsselberghe | Vela            | RS:X maschile                    |
| Oro | Epke Zonderland | Ginnastica      | Sbarra                           |
| Oro | Nazionale di hockey su prato femminile \| Sander Baart Naomi van As Merel de Blaeij Carlien Dirkse van den Heuvel Margot van Geffen Maartje Goderie Eva de Goede Ellen Hoog \| Kelly Jonker Kim Lammers Caia van Maasakker Kitty van Male Maartje Paumen Sophie Polkamp Joyce Sombroek Lidewij Welten \| | Hockey su prato | Torneo femminile                 |
| Sander Baart Naomi van As Merel de Blaeij Carlien Dirkse van den Heuvel Margot van Geffen Maartje Goderie Eva de Goede Ellen Hoog | Kelly Jonker Kim Lammers Caia van Maasakker Kitty van Male Maartje Paumen Sophie Polkamp Joyce Sombroek Lidewij Welten |                 |                                  |

### Medaglie d'argento
| Medaglia | Nome                                                                                 | Sport           | Evento                         |
| -------- | ------------------------------------------------------------------------------------ | --------------- | ------------------------------ |
| Argento  | Inge Dekker Femke Heemskerk Ranomi Kromowidjojo Marleen Veldhuis Hinkelien Schreuder | Nuoto           | 4x100 m stile libero femminile |
| Argento  | Marit Bouwmeester                                                                    | Vela            | Laser Radial class femminile   |
| Argento  | Marc Houtzager Gerco Schröder Maikel van der Vleuten Jur Vrieling                    | Equitazione     | Salto ostacoli a squadre       |
| Argento  | Gerco Schröder                                                                       | Equitazione     | Salto ostacoli individuale     |
| Argento  | Adelinde Cornelissen                                                                 | Equitazione     | Dressage individuale           |
| Argento  | Nazionale di hockey su prato                                                         | Hockey su prato | Torneo maschile                |

### Medaglie di bronzo
| Medaglia | Nome | Sport       | Evento                      |
| -------- | --- | ----------- | --------------------------- |
| Bronzo   | Edith Bosch | Judo        | 70 kg femminile             |
| Bronzo   | Chantal Achterberg Claudia Belderbos Carline Bouw Sytske de Groot Annemiek de Haan Nienke Kingma Anne Schellekens (timoniere) Roline Repelaer van Driel Jacobine Veenhoven | Canottaggio | Otto femminile              |
| Bronzo   | Henk Grol | Judo        | 100 kg maschile             |
| Bronzo   | Marleen Veldhuis | Nuoto       | 50 m stile libero femminili |
| Bronzo   | Adelinde Cornelissen Edward Gal Anky van Grunsven | Equitazione | Dressage a squadre          |
| Bronzo   | Teun Mulder | Ciclismo    | Keirin maschile             |
| Bronzo   | Lobke Berkhout Lisa Westerhof | Vela        | 470 femminile               |
| Bronzo   | Laura Smulders | Ciclismo    | BMX femminile               |

## Atletica leggera
| Q | Qualificato al turno successivo per la posizione in qualificazione                                                           |
| q | Qualificato per il turno successivo per ripescaggio o, negli eventi su campo, conquistando la misura minima per qualificarsi |

### Maschile
Eventi di corsa su pista e strada
| Atleta                                                                                         | Evento         | Batteria  | Batteria  | Quarto di finale | Quarto di finale | Semifinale | Semifinale | Finale          | Finale          |
| Atleta                                                                                         | Evento         | Risultato | Posizione | Risultato        | Posizione        | Risultato  | Posizione  | Risultato       | Posizione       |
| ---------------------------------------------------------------------------------------------- | -------------- | --------- | --------- | ---------------- | ---------------- | ---------- | ---------- | --------------- | --------------- |
| Robert Lathouwers                                                                              | 800 m          | 1'46"06   | 2° Q      | N.D.             | N.D.             | 1'45"85    | 5°         | non qualificato | non qualificato |
| Churandy Martina                                                                               | 100 m          | Bye       | Bye       | 10"20            | 3° Q             | 9"91       | 2° Q       | 9"94            | 6°              |
| Churandy Martina                                                                               | 200 m          | 20"58     | 1° Q      | N.D.             | N.D.             | 20"17      | 1° Q       | 20"00           | 5°              |
| Gregory Sedoc                                                                                  | 110 m ostacoli | 13"52     | 3° Q      | N.D.             | N.D.             | DNF        | DNF        | non qualificato | non qualificato |
| Wouter Brus Giovanni Codrington Jerrel Feller Brian Mariano Churandy Martina Patrick van Luijk | 4×100 m        | 38"29     | 3° Q      | N.D.             | N.D.             | N.D.       | N.D.       | 38"39           | 6°              |

Eventi su campo
| Atleta       | Evento           | Qualifica | Qualifica | Finale          | Finale          |
| Atleta       | Evento           | Distanza  | Posizione | Distanza        | Posizione       |
| ------------ | ---------------- | --------- | --------- | --------------- | --------------- |
| Erik Cadée   | Lancio del disco | 63.55     | 12° q     | 62.78           | 10°             |
| Rutger Smith | Lancio del disco | 63.09     | 16°       | non qualificato | non qualificato |
| Rutger Smith | Getto del peso   | 20.08     | 14°       | non qualificato | non qualificato |

Eventi combinati
| Atleta             | Evento    |           | 100 m | SL   | LP    | SA   | 400 m | 110H  | LD    | SAT  | LG    | 1500 m  | Finale | Posizione |
| ------------------ | --------- | --------- | ----- | ---- | ----- | ---- | ----- | ----- | ----- | ---- | ----- | ------- | ------ | --------- |
| Eelco Sintnicolaas | Decathlon | Risultato | 10"85 | 7.37 | 14.18 | 1.93 | 48"85 | 14"43 | 32.26 | 5.30 | 58.82 | 4'31"17 | 8034   | 11°       |
| Eelco Sintnicolaas | Decathlon | Punti     | 894   | 903  | 739   | 740  | 868   | 920   | 509   | 1004 | 720   | 737     | 8034   | 11°       |
| Ingmar Vos         | Decathlon | Risultato | 10"98 | 7.27 | 13.77 | 1.96 | 49"62 | 14"61 | 42.26 | 4.50 | 61.60 | 4'50"01 | 7805   | 21°       |
| Ingmar Vos         | Decathlon | Punti     | 865   | 878  | 714   | 767  | 832   | 897   | 711   | 760  | 762   | 619     | 7805   | 21°       |

### Femminile
Eventi di corsa su pista e strada
| Atleta                                                                                 | Evento   | Batteria  | Batteria  | Semifinale      | Semifinale      | Finale          | Finale          |
| Atleta                                                                                 | Evento   | Risultato | Posizione | Risultato       | Posizione       | Risultato       | Posizione       |
| -------------------------------------------------------------------------------------- | -------- | --------- | --------- | --------------- | --------------- | --------------- | --------------- |
| Hilda Kibet                                                                            | Maratona | N.D.      | N.D.      | N.D.            | N.D.            | 2h 28'52"       | 24ª             |
| Lornah Kiplagat                                                                        | Maratona | N.D.      | N.D.      | N.D.            | N.D.            | DNF             | DNF             |
| Dafne Schippers                                                                        | 200 m    | DNS       | DNS       | non qualificata | non qualificata | non qualificata | non qualificata |
| Esther Akihary Marit Dopheide Eva Lubbers Jamile Samuel Dafne Schippers Kadene Vassell | 4x100 m  | 42"45     | 3ª Q      | N.D.            | N.D.            | 42"70           | 6ª              |

Eventi su campo
| Atleta         | Evento           | Qualifica | Qualifica | Finale          | Finale          |
| Atleta         | Evento           | Distanza  | Posizione | Distanza        | Posizione       |
| -------------- | ---------------- | --------- | --------- | --------------- | --------------- |
| Monique Jansen | Lancio del disco | 57,50 m   | 31ª       | non qualificata | non qualificata |

Eventi combinati
| Atleta          | Evento    |           | 100H  | SA     | GP      | 200 m | SL     | LG      | 800 m   | Finale | Posizione |
| --------------- | --------- | --------- | ----- | ------ | ------- | ----- | ------ | ------- | ------- | ------ | --------- |
| Nadine Broersen | Eptathlon | Risultato | 13"64 | 1,86 m | 13,57 m | 25"13 | 5,94 m | 51,98 m | 2'16"98 | 6319   | 12ª       |
| Nadine Broersen | Eptathlon | Punti     | 1030  | 1054   | 765     | 875   | 831    | 899     | 865     | 6319   | 12ª       |
| Dafne Schippers | Eptathlon | Risultato | 13"48 | 1,80 m | 13,67 m | 22"83 | 6,28 m | 36,63 m | 2'15"52 | 6324   | 11ª       |
| Dafne Schippers | Eptathlon | Punti     | 1053  | 978    | 772     | 1096  | 937    | 603     | 885     | 6324   | 11ª       |

## Badminton
Femminile
| Atleta  | Evento  | Girone                                | Girone                              | Girone    | Ottavi                         | Quarti               | Semifinale           | Finale               | Finale          |
| Atleta  | Evento  | Avversario Punteggio                  | Avversario Punteggio                | Posizione | Avversario Punteggio           | Avversario Punteggio | Avversario Punteggio | Avversario Punteggio | Posizione       |
| ------- | ------- | ------------------------------------- | ----------------------------------- | --------- | ------------------------------ | -------------------- | -------------------- | -------------------- | --------------- |
| Yao Jie | Singolo | R. Ingólfsdóttir (ISL) V 21-12, 25-23 | A. Stapušaitytė (LTU) V 21-16, 21-7 | 1ª Q      | S. Nehwal (IND) P 14-21, 16-21 | non qualificata      | non qualificata      | non qualificata      | non qualificata |

## Canottaggio
| FA   | Qualificato in finale A (per le medaglie)     |
| FB   | Qualificato in finale B (non per le medaglie) |
| FC   | Qualificato in finale C (non per le medaglie) |
| FD   | Qualificato in finale D (non per le medaglie) |
| FE   | Qualificato in finale E (non per le medaglie) |
| FF   | Qualificato in finale F (non per le medaglie) |
| SA/B | Semifinali A/B                                |
| SC/D | Semifinali C/D                                |
| SE/F | Semifinali E/F                                |
| QF   | Qualificato ai quarti di finale               |
| R    | Ripescaggio                                   |

Maschile
| Atleta | Evento       | Batteria | Batteria  | Ripescaggio | Ripescaggio | Semifinali | Semifinali | Finale  | Finale    |
| Atleta | Evento       | Tempo    | Posizione | Tempo       | Posizione   | Tempo      | Posizione  | Tempo   | Posizione |
| --- | ------------ | -------- | --------- | ----------- | ----------- | ---------- | ---------- | ------- | --------- |
| Meindert Klem Nanne Sluis | 2 senza      | 6'25"90  | 3° SA/B   | Bye         | Bye         | 7'13"77    | 6° FB      | 7'05"12 | 11°       |
| Kaj Hendriks Ruben Knab Boaz Meylink Mechiel Versluis                                                                                            | 4 senza      | 5'55"99  | 2° SA/B   | Bye         | Bye         | 6'03"71    | 5° FA      | 6'14"78 | 5°        |
| Tim Heijbrock Roeland Lievens Tycho Muda Vincent Muda                                                                                            | 4 senza p.l. | 5'52"47  | 2° SA/B   | Bye         | Bye         | 6'01"37    | 5° FA      | 6'11"39 | 6°        |
| Rogier Blink Roel Braas Sjoerd Hamburger Jozef Klaassen Olivier Siegelaar Diederik Simon Mitchel Steenman Matthijs Vellenga Peter Wiersum (tim.) | Otto         | 5'28"99  | 3° R      | 5'27"98     | 3° FA       | N.D.       | N.D.       | 5'51"72 | 5°        |

Femminile
| Atleta | Evento           | Batteria | Batteria  | Ripescaggio | Ripescaggio | Semifinali | Semifinali | Finale  | Finale    |
| Atleta | Evento           | Tempo    | Posizione | Tempo       | Posizione   | Tempo      | Posizione  | Tempo   | Posizione |
| --- | ---------------- | -------- | --------- | ----------- | ----------- | ---------- | ---------- | ------- | --------- |
| Elisabeth Hogerwerf Inge Janssen | 2 di coppia      | 7'00"10  | 4ª R      | 7'19"80     | 5ª FB       | Bye        | Bye        | 7'29"57 | 8ª        |
| Maaike Head Rianne Sigmund | 4 di coppia p.l. | 7'10"49  | 4ª R      | 7'19"26     | 1ª SA/B     | 7'19"31    | 5ª FB      | 7'20"36 | 8ª        |
| Chantal Achterberg Claudia Belderbos Carline Bouw Sytske de Groot Annemiek de Haan Nienke Kingma Anne Schellekens (tim.) Roline Repelaer van Driel Jacobine Veenhoven | Otto             | 6'18"98  | 3ª R      | 6'15"36     | 1ª FA       | N.D.       | N.D.       | 6'13"12 |           |

## Ciclismo

### Ciclismo su strada
Maschile
| Atleta              | Evento         | Tempo     | Classifica |
| ------------------- | -------------- | --------- | ---------- |
| Lars Boom           | Cronometro     | 55'29"    | 22º        |
| Lars Boom           | Corsa in linea | 5h 46'05" | 11º        |
| Robert Gesink       | Corsa in linea | 5h 46'05" | 23°        |
| Sebastian Langeveld | Corsa in linea | 5h 46'37" | 74°        |
| Niki Terpstra       | Corsa in linea | 5h 46'37" | 82°        |
| Lieuwe Westra       | Corsa in linea | 5h 46'47" | 97°        |
| Lieuwe Westra       | Cronometro     | 54'19"    | 11º        |

Femminile
| Atleta               | Evento         | Tempo     | Classifica |
| -------------------- | -------------- | --------- | ---------- |
| Loes Gunnewijk       | Corsa in linea | OTL       | OTL        |
| Ellen van Dijk       | Cronometro     | 38'53"    | 8ª         |
| Ellen van Dijk       | Corsa in linea | OTL       | OTL        |
| Annemiek van Vleuten | Corsa in linea | 3h 35'56" | 14ª        |
| Marianne Vos         | Corsa in linea | 3h 35'29" |            |
| Marianne Vos         | Cronometro     | 40'40"    | 16ª        |

### Ciclismo su pista

#### Velocità
Maschile
| Atleta      | Evento               | Qualificazione | Qualificazione | Trentaduesimi             | Ripescaggio 1             | Sedicesimi                | Ripescaggio 2             | Quarti di finale     | Semifinali           | Finale               | Finale          |
| Atleta      | Evento               | Tempo Velocità | Posizione      | Avversario Tempo Velocità | Avversario Tempo Velocità | Avversario Tempo Velocità | Avversario Tempo Velocità | Avversario Risultato | Avversario Risultato | Avversario Risultato | Posizione       |
| ----------- | -------------------- | -------------- | -------------- | ------------------------- | ------------------------- | ------------------------- | ------------------------- | -------------------- | -------------------- | -------------------- | --------------- |
| Teun Mulder | Velocità individuale | DNS            | DNS            | non qualificato           | non qualificato           | non qualificato           | non qualificato           | non qualificato      | non qualificato      | non qualificato      | non qualificato |

Femminile
| Atleta                       | Evento               | Qualificazione     | Qualificazione | Trentaduesimi             | Ripescaggio 1                                        | Sedicesimi                | Ripescaggio 2                     | Quarti di finale                     | Semifinali           | Finale                                                              | Finale    |
| Atleta                       | Evento               | Tempo Velocità     | Posizione      | Avversario Tempo Velocità | Avversario Tempo Velocità                            | Avversario Tempo Velocità | Avversario Tempo Velocità         | Avversario Risultato                 | Avversario Risultato | Avversario Risultato                                                | Posizione |
| ---------------------------- | -------------------- | ------------------ | -------------- | ------------------------- | ---------------------------------------------------- | ------------------------- | --------------------------------- | ------------------------------------ | -------------------- | ------------------------------------------------------------------- | --------- |
| Willy Kanis                  | Velocità individuale | 11"322 63,593 km/h | 11ª            | S. Krupeckaitė (LTU) P    | V. Cueff (FRA) D. Larreal (VEN) V 11"643 61,839 km/h | V. Pendleton (GBR) P      | L. Šulika (UKR) Lee W. S. (HKG) P | non qualificata                      | non qualificata      | 9º posto Lee W. S. (HKG) M. Sullivan (CAN) N. Hansen (NZL) V 11"852 | 9ª        |
| Yvonne Hijgenaar Willy Kanis | Velocità a squadre   | 33"253 54,130 km/h | 5ª Q           | N.D.                      | N.D.                                                 | N.D.                      | N.D.                              | Australia (AUS) P 33.090 54.397 km/h | N.D.                 | non qualificata                                                     | 5ª        |

#### Inseguimento
Maschile
| Atleta                                                                    | Evento                 | Qualificazione | Qualificazione | Semifinale           | Semifinale | Finale               | Finale    |
| Atleta                                                                    | Evento                 | Tempo          | Posizione      | Avversario Risultato | Posizione  | Avversario Risultato | Posizione |
| ------------------------------------------------------------------------- | ---------------------- | -------------- | -------------- | -------------------- | ---------- | -------------------- | --------- |
| Levi Heimans Jenning Huizenga Wim Stroetinga Tim Veldt Michael Vingerling | Inseguimento a squadre | 4'03"818       | 8° Q           | Russia P 4'04"029    | 7° Q       | Colombia V 4'04"569  | 7°        |

Femminile
| Atleta                                                 | Evento                 | Qualificazione | Qualificazione | Semifinale           | Semifinale | Finale                   | Finale    |
| Atleta                                                 | Evento                 | Tempo          | Posizione      | Avversario Risultato | Posizione  | Avversario Risultato     | Posizione |
| ------------------------------------------------------ | ---------------------- | -------------- | -------------- | -------------------- | ---------- | ------------------------ | --------- |
| Vera Koedooder Amy Pieters Ellen van Dijk Kirsten Wild | Inseguimento a squadre | 3'21"602       | 6ª Q           | Germania V 3'20"013  | 6ª Q       | Nuova Zelanda P 3'23"256 | 6ª        |

#### Keirin
Maschile
| Atleta      | Evento          | 1º turno  | Ripescaggio | Semifinale | Finale    |
| Atleta      | Evento          | Posizione | Posizione   | Posizione  | Posizione |
| ----------- | --------------- | --------- | ----------- | ---------- | --------- |
| Teun Mulder | Keirin maschile | 2 Q       | Bye         | 3 Q        |           |

Femminile
| Atleta      | Evento           | 1º turno  | Ripescaggio | Semifinale | Finale    |
| Atleta      | Evento           | Posizione | Posizione   | Posizione  | Posizione |
| ----------- | ---------------- | --------- | ----------- | ---------- | --------- |
| Willy Kanis | Keirin femminile | 6 R       | 2 Q         | 4          | 12ª       |

#### Omnium
Femminile
| Atleta       | Evento | Flying lap | Flying lap | Corsa a punti | Corsa a punti | Corsa a eliminazione | Inseguimento individuale | Inseguimento individuale | Scratch race | Chilometro da fermo | Chilometro da fermo | Punti totali | Classifica |
| Atleta       | Evento | Tempo      | Posizione  | Punti         | Posizione     | Tempo                | Tempo                    | Posizione                | Tempo        | Tempo               | Posizione           | Punti totali | Classifica |
| ------------ | ------ | ---------- | ---------- | ------------- | ------------- | -------------------- | ------------------------ | ------------------------ | ------------ | ------------------- | ------------------- | ------------ | ---------- |
| Kirsten Wild | Omnium | 14"335     | 4          | 2             | 16ª           | 5ª                   | 3'39"741                 | 6ª                       | 4ª           | 37"152              | 15ª                 | 20           | 6ª         |

### Mountain Bike
Maschile
| Atleta             | Evento        | Tempo     | Classifica |
| ------------------ | ------------- | --------- | ---------- |
| Rudi van Houts     | Cross-country | 1h 32'53" | 17°        |
| Michael Vingerling | Cross-country | DNS       | DNS        |

### BMX
Maschile
| Atleta                | Evento      | Seeding   | Seeding   | Quarto di finale | Quarto di finale | Semifinale      | Semifinale      | Finale          | Finale          |
| Atleta                | Evento      | Risultato | Posizione | Punti            | Posizione        | Punti           | Posizione       | Risultato       | Posizione       |
| --------------------- | ----------- | --------- | --------- | ---------------- | ---------------- | --------------- | --------------- | --------------- | --------------- |
| Raymon van der Biezen | Individuale | 37"779    | 1°        | 3 p.ti           | 1° Q             | 8 p.ti          | 2° Q            | 38"492          | 4°              |
| Twan van Gendt        | Individuale | 38"339    | 3°        | 7 p.ti           | 1° Q             | 8 p.ti          | 2° Q            | 44"744          | 5°              |
| Jelle van Gorkom      | Individuale | 39"529    | 21°       | 31 p.ti          | 7°               | non qualificato | non qualificato | non qualificato | non qualificato |

Femminile
| Atleta         | Evento      | Seeding   | Seeding   | Quarto di finale | Quarto di finale | Semifinale | Semifinale | Finale    | Finale    |
| Atleta         | Evento      | Risultato | Posizione | Punti            | Posizione        | Punti      | Posizione  | Risultato | Posizione |
| -------------- | ----------- | --------- | --------- | ---------------- | ---------------- | ---------- | ---------- | --------- | --------- |
| Laura Smulders | Individuale | 39"420    | 6ª        | N.D.             | N.D.             | 11 p.ti    | 3ª Q       | 38"231    |           |

## Equitazione

### Salto ostacoli
| Atleta                                                            | Cavallo            | Gara           | Qualificazione | Qualificazione | Qualificazione | Qualificazione | Qualificazione | Qualificazione | Qualificazione | Qualificazione | Finale          | Finale          | Finale          | Finale          | Finale          | Totale          | Totale          |
| Atleta                                                            | Cavallo            | Gara           | 1º turno       | 1º turno       | 2º turno       | 2º turno       | 2º turno       | 3º turno       | 3º turno       | 3º turno       | Round A         | Round A         | Round B         | Round B         | Round B         | Totale          | Totale          |
| Atleta                                                            | Cavallo            | Gara           | Penalità       | Posizione      | Penalità       | Totale         | Posizione      | Penalità       | Totale         | Posizione      | Penalità        | Posizione       | Penalità        | Totale          | Posizione       | Penalità        | Posizione       |
| ----------------------------------------------------------------- | ------------------ | -------------- | -------------- | -------------- | -------------- | -------------- | -------------- | -------------- | -------------- | -------------- | --------------- | --------------- | --------------- | --------------- | --------------- | --------------- | --------------- |
| Marc Houtzager                                                    | Sterrehof's Tamino | Individuale    | 0              | 1° Q           | 0              | 0              | 1° Q           | 0              | 0              | 1° Q           | 4               | 11° Q           | 4               | 8               | 9°              | 8               | 9°              |
| Gerco Schröder                                                    | London             | Individuale    | 0              | 1° Q           | 4              | 4              | 17° Q          | 4              | 8              | 11° Q          | 1               | 7° Q            | 0               | 1               | 2° JO           | 0               |                 |
| Maikel van der Vleuten                                            | Verdi              | Individuale    | 0              | 1° Q           | 0              | 0              | 1° Q           | 0              | 0              | 1° Q           | ritirato        | ritirato        | non qualificato | non qualificato | non qualificato | non qualificato | non qualificato |
| Jur Vrieling                                                      | Bubalu             | Individuale    | 0              | 1° Q           | 8              | 8              | 31° Q          | 8              | 16             | 33°            | non qualificato | non qualificato | non qualificato | non qualificato | non qualificato | non qualificato | non qualificato |
| Marc Houtzager Gerco Schröder Maikel van der Vleuten Jur Vrieling | Come sopra         | Gara a squadre | N.D.           | N.D.           | N.D.           | N.D.           | N.D.           | N.D.           | N.D.           | N.D.           | 4               | 2° Q            | 4               | 8               | 1° JO           | 4               |                 |

### Dressage
| Atleta                                            | Cavallo            | Gara        | Grand Prix | Grand Prix | Grand Prix Special | Grand Prix Special | Grand Prix Freestyle | Grand Prix Freestyle | Totale          | Totale          |
| Atleta                                            | Cavallo            | Gara        | Punteggio  | Classifica | Punteggio          | Classifica         | Tecnico              | Artistico            | Punteggio       | Classifica      |
| ------------------------------------------------- | ------------------ | ----------- | ---------- | ---------- | ------------------ | ------------------ | -------------------- | -------------------- | --------------- | --------------- |
| Adelinde Cornelissen                              | Parzival           | Individuale | 81.687     | 2° Q       | 81.968             | 2° Q               | 84.107               | 92.286               | 88.196          |                 |
| Edward Gal                                        | Glock's Undercover | Individuale | 75.395     | 11° Q      | 75.556             | 10° Q              | 76.964               | 83.571               | 80.267          | 9°              |
| Patrick van der Meer                              | Uzzo               | Individuale | 70.912     | 25° Q      | 67.444             | 32°                | non qualificato      | non qualificato      | non qualificato | non qualificato |
| Anky van Grunsven                                 | Salinero           | Individuale | 73.343     | 16° Q      | 74.794             | 12° Q              | 77.714               | 86.286               | 82.000          | 6°              |
| Adelinde Cornelissen Edward Gal Anky van Grunsven | Come sopra         | A squadre   | 76.809     | 3° Q       | 77.439             | 2° Q               | N.D.                 | N.D.                 | 77.124          |                 |

### Concorso completo
| Atleta                               | Cavallo           | Gara        | Dressage | Dressage  | Cross-country | Cross-country | Cross-country | Salto ostacoli  | Salto ostacoli  | Salto ostacoli  | Salto ostacoli  | Salto ostacoli  | Salto ostacoli  | Totale          | Totale          |
| Atleta                               | Cavallo           | Gara        | Dressage | Dressage  | Cross-country | Cross-country | Cross-country | Qualificazione  | Qualificazione  | Qualificazione  | Finale          | Finale          | Finale          | Totale          | Totale          |
| Atleta                               | Cavallo           | Gara        | Penalità | Posizione | Penalità      | Totale        | Posizione     | Penalità        | Totale          | Posizione       | Penalità        | Totale          | Posizione       | Penalità        | Posizione       |
| ------------------------------------ | ----------------- | ----------- | -------- | --------- | ------------- | ------------- | ------------- | --------------- | --------------- | --------------- | --------------- | --------------- | --------------- | --------------- | --------------- |
| Andrew Heffernan                     | Millthyme Corolla | Individuale | 50.60    | 34°       | 12.40         | 63.00         | 32°           | 12.00           | 75.00           | 33°             | non qualificato | non qualificato | non qualificato | 75.00           | 33°             |
| Tim Lips                             | Concrex Oncarlos  | Individuale | 51.70    | 39°       | 22.00         | 73.70         | 39°           | 13.00           | 86.70           | 38              | non qualificato | non qualificato | non qualificato | 86.70           | 38°             |
| Elaine Pen                           | Vira              | Individuale | 52.20    | 43°       | eliminata     | eliminata     | eliminata     | non qualificato | non qualificato | non qualificato | non qualificato | non qualificato | non qualificato | non qualificato | non qualificato |
| Andrew Heffernan Tim Lips Elaine Pen | Come sopra        | A squadre   | 154.50   | 12°       | 982.20        | 1136.70       | 11°           | 25.00           | 1161.70         | 11°             | N.D.            | N.D.            | N.D.            | 1161.70         | 11°             |

## Ginnastica

### Ginnastica artistica
Maschile
| Atleta          | Evento                | Qualificazione | Qualificazione | Qualificazione | Qualificazione | Qualificazione | Qualificazione | Qualificazione | Qualificazione | Finale          | Finale          | Finale          | Finale          | Finale          | Finale          | Finale          | Finale          |
| Atleta          | Evento                | Attrezzo       | Attrezzo       | Attrezzo       | Attrezzo       | Attrezzo       | Attrezzo       | Totale         | Posizione      | Attrezzo        | Attrezzo        | Attrezzo        | Attrezzo        | Attrezzo        | Attrezzo        | Totale          | Posizione       |
| Atleta          | Evento                | CL             | C              | A              | V              | P              | S              | Totale         | Posizione      | CL              | C               | A               | V               | P               | S               | Totale          | Posizione       |
| --------------- | --------------------- | -------------- | -------------- | -------------- | -------------- | -------------- | -------------- | -------------- | -------------- | --------------- | --------------- | --------------- | --------------- | --------------- | --------------- | --------------- | --------------- |
| Epke Zonderland | Parallele simmetriche | N.D.           | N.D.           | N.D.           | N.D.           | 15.133         | N.D.           | 15.133         | 18°            | non qualificato | non qualificato | non qualificato | non qualificato | non qualificato | non qualificato | non qualificato | non qualificato |
| Epke Zonderland | Sbarra                | N.D.           | N.D.           | N.D.           | N.D.           | N.D.           | 15.966         | 15.966         | 1° Q           | N.D.            | N.D.            | N.D.            | N.D.            | N.D.            | 16.533          | 16.533          |                 |

Femminile
| Atleta            | Evento               | Qualificazione | Qualificazione | Qualificazione | Qualificazione | Qualificazione | Qualificazione | Finale   | Finale   | Finale   | Finale   | Finale | Finale    |
| Atleta            | Evento               | Attrezzo       | Attrezzo       | Attrezzo       | Attrezzo       | Totale         | Posizione      | Attrezzo | Attrezzo | Attrezzo | Attrezzo | Totale | Posizione |
| Atleta            | Evento               | CL             | V              | P              | S              | Totale         | Posizione      | CL       | V        | P        | S        | Totale | Posizione |
| ----------------- | -------------------- | -------------- | -------------- | -------------- | -------------- | -------------- | -------------- | -------- | -------- | -------- | -------- | ------ | --------- |
| Céline van Gerner | Concorso individuale | 12.966         | 13.700         | 14.866         | 14.100         | 55.632         | 19ª Q          | 14.000   | 14.133   | 14.966   | 14.133   | 57.232 | 12ª       |

### Trampolino elastico
Femminile
| Atleta      | Evento      | Qualificazioni | Qualificazioni | Finale          | Finale          |
| Atleta      | Evento      | Punteggio      | Classifica     | Punteggio       | Classifica      |
| ----------- | ----------- | -------------- | -------------- | --------------- | --------------- |
| Rea Lenders | Individuale | 98.115         | 13ª            | non qualificata | non qualificata |

## Hockey su prato

### Maschile
Rosa
| N° | Naz.                   | Ruolo | Sportivo               | Anno |  |  |
| -- | ---------------------- | ----- | ---------------------- | ---- |  |  |
| 1  | Paesi Bassi (bandiera) | P     | Jaap Stockmann         | 1984 |  |  |
| 3  | Paesi Bassi (bandiera) |       | Tim Jenniskens         | 1986 |  |  |
| 4  | Paesi Bassi (bandiera) |       | Klaas Vermeulen        | 1988 |  |  |
| 5  | Paesi Bassi (bandiera) |       | Marcel Balkestein      | 1981 |  |  |
| 7  | Paesi Bassi (bandiera) |       | Wouter Jolie           | 1985 |  |  |
| 8  | Paesi Bassi (bandiera) |       | Billy Bakker           | 1988 |  |  |
| 9  | Paesi Bassi (bandiera) |       | Roderick Weusthof      | 1982 |  |  |
| 12 | Paesi Bassi (bandiera) |       | Robbert Kempermann     | 1990 |  |  |
| 13 | Paesi Bassi (bandiera) |       | Sander Baart           | 1988 |  |  |
| 14 | Paesi Bassi (bandiera) |       | Teun de Nooijer        | 1976 |  |  |
| 16 | Paesi Bassi (bandiera) |       | Floris Evers (C)       | 1983 |  |  |
| 19 | Paesi Bassi (bandiera) |       | Bob de Voogd           | 1988 |  |  |
| 20 | Paesi Bassi (bandiera) |       | Sander de Wijn         | 1990 |  |  |
| 22 | Paesi Bassi (bandiera) |       | Rogier Hofman          | 1986 |  |  |
| 24 | Paesi Bassi (bandiera) |       | Robert van der Horst   | 1984 |  |  |
| 26 | Argentina (bandiera)   |       | Valentin Verga         | 1989 |  |  |
| 30 | Paesi Bassi (bandiera) |       | Mink van der Weerden   | 1988 |  |  |
|    | Paesi Bassi (bandiera) | P     | Pirmin Blaak (riserva) | 1988 |  |  |

- Allenatore:  Paul van Ass

Fase a gironi - Gruppo B
| Pos. | Squadra       | Pt | G | V | N | P | GF | GS | DR  |
| ---- | ------------- | -- | - | - | - | - | -- | -- | --- |
| 1    | Olanda        | 15 | 5 | 5 | 0 | 0 | 18 | 7  | +11 |
| 2    | Germania      | 10 | 5 | 3 | 1 | 1 | 14 | 11 | +3  |
| 3    | Belgio        | 7  | 5 | 2 | 1 | 2 | 8  | 7  | +1  |
| 4    | Corea del Sud | 6  | 5 | 2 | 0 | 3 | 9  | 8  | +1  |
| 5    | Nuova Zelanda | 5  | 5 | 1 | 2 | 2 | 10 | 14 | -4  |
| 5    | India         | 0  | 5 | 0 | 0 | 5 | 6  | 18 | -12 |

| Arbitri: | Tim Pullman Nathan Stagno |

|                                                                       |           |                           |
| R. van der Horst 20’ R. Weusthof 29’ (ac) M. van der Weerden 51’ (ac) | Marcatori | 45’ D. Singh 48’ S. Singh |

| Arbitri: | Hamish Jamson Gary Simmonds |

|                      |           |                                                       |
| J. Dekeyser 58’ (ac) | Marcatori | 43’ (ac), 62’ (ac) M. van der Weerden 70’ B. de Voogd |

| Arbitri: | Ged Curran Nathan Stagno |

|                                                                                         |           |             |
| R. Weusthof 16’ (rig.) M. van der Weerden 27’ (ac) B. Bakker 29’, 56’ R. Kempermann 67’ | Marcatori | 5’ S. Child |

| Arbitri: | David Gentles Ged Curran |

|                                                               |           |                   |
| B. de Voogd 14’ T. de Nooijer 36’ M. van der Weerden 41’ (ac) | Marcatori | 3’ (ac) C. Zeller |

| Arbitri: | Marcin Grochal Ged Curran |

|                                             |           |                                                                               |
| Nam Hyun-Woo 53’ (ac) Lee Nam-Yong 62’ (ac) | Marcatori | 17’ (ac) M. van der Weerden 21’ V. Verga 47’ (rig.) R. Weusthof 64’ B. Bakker |

Semifinale
| Arbitri: | Christian Blasch David Gentles |

| |           |                                       |
| R. Weusthof 9’ (ac), 15’, 60’ (ac) M. van der Weerden 22’ (ac) B. Bakker 33’, 44’, 51’ T. de Nooijer 47’ F. Evers 48’ | Marcatori | 18’ (ac) A. Jackson 65’ (ac) R. Moore |

Finale
| Arbitri: | David Gentles Ged Curran |

|                       |           |                             |
| J.P. Rabente 33’, 66’ | Marcatori | 54’ (ac) M. van der Weerden |

### Femminile
Rosa
| N° | Naz.                   | Ruolo | Sportivo                      | Anno |  |  |
| -- | ---------------------- | ----- | ----------------------------- | ---- |  |  |
| 1  | Paesi Bassi (bandiera) | P     | Joyce Sombroek                | 1990 |  |  |
| 4  | Paesi Bassi (bandiera) |       | Kitty van Male                | 1988 |  |  |
| 7  | Paesi Bassi (bandiera) |       | Willemijn Bos                 | 1988 |  |  |
| 9  | Paesi Bassi (bandiera) |       | Carlien Dirkse van den Heuvel | 1987 |  |  |
| 10 | Paesi Bassi (bandiera) |       | Kelly Jonker                  | 1990 |  |  |
| 11 | Paesi Bassi (bandiera) |       | Maartje Goderie               | 1984 |  |  |
| 12 | Paesi Bassi (bandiera) |       | Lidewij Welten                | 1990 |  |  |
| 13 | Paesi Bassi (bandiera) |       | Caia van Maasakker            | 1989 |  |  |
| 17 | Paesi Bassi (bandiera) |       | Maartje Paumen (C)            | 1985 |  |  |
| 18 | Paesi Bassi (bandiera) |       | Naomi van As                  | 1983 |  |  |
| 19 | Paesi Bassi (bandiera) |       | Ellen Hoog                    | 1986 |  |  |
| 21 | Paesi Bassi (bandiera) |       | Sophie Polkamp                | 1984 |  |  |
| 23 | Paesi Bassi (bandiera) |       | Kim Lammers                   | 1981 |  |  |
| 24 | Paesi Bassi (bandiera) |       | Eva de Goede                  | 1989 |  |  |
| 27 | Sudafrica (bandiera)   |       | Marilyn Agliotti              | 1979 |  |  |
| 28 | Paesi Bassi (bandiera) |       | Merel de Blaeij               | 1986 |  |  |
| 30 | Paesi Bassi (bandiera) |       | Margot van Geffen             | 1989 |  |  |
|    | Paesi Bassi (bandiera) | P     | Floortje Engels (riserva)     | 1982 |  |  |

- Allenatore:  Maximiliano Caldas

Fase a gironi - Gruppo A
| Pos. | Squadra       | Pt | G | V | N | P | GF | GS | DR |
| ---- | ------------- | -- | - | - | - | - | -- | -- | -- |
| 1    | Olanda        | 15 | 5 | 5 | 0 | 0 | 12 | 5  | +7 |
| 2    | Gran Bretagna | 9  | 5 | 3 | 0 | 2 | 14 | 7  | +7 |
| 3    | Cina          | 7  | 5 | 2 | 1 | 2 | 6  | 3  | +3 |
| 4    | Corea del Sud | 6  | 5 | 2 | 0 | 3 | 9  | 13 | -4 |
| 5    | Giappone      | 4  | 5 | 1 | 1 | 3 | 4  | 9  | -5 |
| 5    | Belgio        | 2  | 5 | 0 | 2 | 3 | 2  | 10 | -8 |

| Arbitri: | Claire Adenot Michelle Joubert |

|                                               |           |  |
| K. Lammers 33’, 42’ C. van Maasakker 60’ (ac) | Marcatori |  |

| Arbitri: | Kang Hyun-Young Irene Presenqui |

|                                |           |                                        |
| K. Lammers 4’, 43’ E. Hoog 30’ | Marcatori | 46’ R. Komazawa 53’ (ac) A. Mitsuhashi |

| Arbitri: | Michelle Joubert Chieko Soma |

|  |           |                |
|  | Marcatori | 10’ M. Goderie |

| Arbitri: | Irene Presenqui Claire Adenot |

|                                                        |           |                                 |
| L. Welten 10’ E. Hoog 14’ C. Dirkse van den Heuvel 36’ | Marcatori | 5’ (ac), 65’ (ac) Cheon Seul-Ki |

| Arbitri: | Carolina de la Fuente Chieko Soma |

|                    |           |                                    |
| C. Cullen 29’ (ac) | Marcatori | 43’ (ac) N. van As 52’ K. van Male |

Semifinale
| Arbitri: | Soledad Iparraguirre Julie Ashton-Lucy |

|                                                       |                |                                           |
| M. Paumen 32’ (ac), 53’ (ac)                          | Marcatori      | 7’ (ac) K. Sharland 49’ K. Forgesson      |
| N. van As M. Paumen E. de Goede M. van Geffen E. Hoog | Shootout 3 – 1 | K. Sharland S. Michelsen G. Flynn A. Punt |

Finale
| Arbitri: | Julie Ashton-Lucy Lisa Roach |

|                                                      |           |  |
| C. Dirkse van den Heuvel 45’ (ac) M. Paumen 54’ (ac) | Marcatori |  |

## Judo

### Maschile
| Atleta           | Evento  | 16-esimi                       | Ottavi                        | Quarti                       | Semifinali                  | Ripescaggio                  | Med. bronzo                    | Finale               | Posizione       |
| Atleta           | Evento  | Avversario Risultato           | Avversario Risultato          | Avversario Risultato         | Avversario Risultato        | Avversario Risultato         | Avversario Risultato           | Avversario Risultato | Posizione       |
| ---------------- | ------- | ------------------------------ | ----------------------------- | ---------------------------- | --------------------------- | ---------------------------- | ------------------------------ | -------------------- | --------------- |
| Jeroen Mooren    | -60 kg  | T. Arshansky (ISR) P 0001–0001 | non qualificato               | non qualificato              | non qualificato             | non qualificato              | non qualificato                | non qualificato      | non qualificato |
| Dex Elmont       | -73 kg  | E. Nartey (GHA) V 1110–0003    | B. Mendonça (BRA) V 0011–0002 | U. Legrand (FRA) V 1000–0000 | R. Nakaya (JPN) P 0000–0001 | Bye                          | Sainjargalyn (MGL) P 0002–0011 | non qualificato      | 5°              |
| Guillaume Elmont | -81 kg  | A. Schmitt (FRA) P 0000–0001   | non qualificato               | non qualificato              | non qualificato             | non qualificato              | non qualificato                | non qualificato      | non qualificato |
| Henk Grol        | -100 kg | D. Dugasse (SEY) V 1010–0000   | L. Corrêa (BRA) V 0101–0003   | D. Peters (GER) P 0001–0100  | non qualificato             | L. Krpálek (CZE) V 1010–0000 | Hwang H.T. (KOR) V 0100–0000   | non qualificato      |                 |
| Luuk Verbij      | +100 kg | B. Bor (HUN) P 0002–0010       | non qualificato               | non qualificato              | non qualificato             | non qualificato              | non qualificato                | non qualificato      | non qualificato |

### Femminile
| Atleta                 | Evento | 16-esimi                     | Ottavi                            | Quarti                       | Semifinali           | Ripescaggio                    | Med. bronzo                  | Finale               | Posizione       |
| Atleta                 | Evento | Avversario Risultato         | Avversario Risultato              | Avversario Risultato         | Avversario Risultato | Avversario Risultato           | Avversario Risultato         | Avversario Risultato | Posizione       |
| ---------------------- | ------ | ---------------------------- | --------------------------------- | ---------------------------- | -------------------- | ------------------------------ | ---------------------------- | -------------------- | --------------- |
| Birgit Ente            | -48 kg | Bye                          | É. Csernoviczki (HUN) P 0001–0000 | non qualificata              | non qualificata      | non qualificata                | non qualificata              | non qualificata      | non qualificata |
| Elisabeth Willeboordse | -63 kg | C. Chammas (LIB) V 0110–0000 | S. Nébié (BFA) V 0100–0000        | Xu L. (CHN) P 0000–0100      | non qualificata      | Y. Ueno (JPN) P 0000–0001      | non qualificata              | non qualificata      | non qualificata |
| Edith Bosch            | -70 kg | Bye                          | S. Conway (GBR) V 0010–0001       | K. Thiele (GER) P 0000–0101  | non qualificata      | H. Tachimoto (JPN) V 0011–0002 | Hwang Y.S. (KOR) V 0011–0011 | non qualificata      |                 |
| Marhinde Verkerk       | -78 kg | Bye                          | A. Ogata (JPN) V 0110–0020        | G. Gibbons (GBR) P 0000–0100 | non qualificata      | Yang X. (CHN) V 0000–0000      | M. Aguiar (BRA) P 0000–1000  | non qualificata      | 5ª              |

## Nuoto e sport acquatici

### Nuoto
Maschile
| Atleta | Evento              | Batterie | Batterie   | Semifinali      | Semifinali      | Finale          | Finale          |
| Atleta | Evento              | Tempo    | Classifica | Tempo           | Classifica      | Tempo           | Classifica      |
| --- | ------------------- | -------- | ---------- | --------------- | --------------- | --------------- | --------------- |
| Dion Dreesens                                                                                             | 200 m stile libero  | 1'49"00  | 27º        | non qualificato | non qualificato | non qualificato | non qualificato |
| Nick Driebergen                                                                                           | 100 m dorso         | 53"62    | 6º Q       | 53"81           | 10º             | non qualificato | non qualificato |
| Nick Driebergen                                                                                           | 200 m dorso         | 1'57"29  | 7º Q       | 1'57"35         | 9º              | non qualificato | non qualificato |
| Job Kienhuis                                                                                              | 1500 m stile libero | 15'03"16 | 11º        | N.D.            | N.D.            | non qualificato | non qualificato |
| Bastiaan Lijesen                                                                                          | 100 m dorso         | 54"88    | 23º        | non qualificato | non qualificato | non qualificato | non qualificato |
| Lennart Stekelenburg                                                                                      | 100 m rana          | 1'00"96  | 20º        | non qualificato | non qualificato | non qualificato | non qualificato |
| Lennart Stekelenburg                                                                                      | 200 m rana          | 2'12"02  | 18º        | non qualificato | non qualificato | non qualificato | non qualificato |
| Joeri Verlinden                                                                                           | 100 m farfalla      | 52"07    | 6º Q       | 51"75           | 5º Q            | 51"82           | 6º              |
| Sebastiaan Verschuren                                                                                     | 100 m stile libero  | 48"37    | 3º Q       | 48"13           | 4º Q            | 47"88           | 5º              |
| Sebastiaan Verschuren                                                                                     | 200 m stile libero  | 1'47"31  | 11º Q      | 1'46"95         | 11º             | non qualificato | non qualificato |
| Dion Dreesens Nick Driebergen Bastiaan Lijesen Lennart Stekelenburg Joeri Verlinden Sebastiaan Verschuren | 4×100 m misti       | 3'33"78  | 5º Q       | N.D.            | N.D.            | 3'33"46         | 7º              |

Femminile
| Atleta                                                                                                | Evento               | Batterie | Batterie   | Semifinali      | Semifinali      | Finale          | Finale          |
| Atleta                                                                                                | Evento               | Tempo    | Classifica | Tempo           | Classifica      | Tempo           | Classifica      |
| --- | -------------------- | -------- | ---------- | --------------- | --------------- | --------------- | --------------- |
| Inge Dekker                                                                                           | 100 m farfalla       | 58"30    | 10ª Q      | abbandonato     | abbandonato     | abbandonato     | abbandonato     |
| Femke Heemskerk                                                                                       | 100 m stile libero   | 54"43    | 15ª Q      | 54"13           | 11ª             | non qualificata | non qualificata |
| Femke Heemskerk                                                                                       | 200 m stile libero   | DNS      | DNS        | non qualificata | non qualificata | non qualificata | non qualificata |
| Ranomi Kromowidjojo                                                                                   | 50 m stile libero    | 24"51    | 1ª Q       | 24"07           | 1ª Q            | 24"05           |                 |
| Ranomi Kromowidjojo                                                                                   | 100 m stile libero   | 53"66    | 5ª Q       | 53"05           | 1ª Q            | 53"00           |                 |
| Moniek Nijhuis                                                                                        | 100 m rana           | 1'08"31  | 20ª        | non qualificata | non qualificata | non qualificata | non qualificata |
| Sharon van Rouwendaal                                                                                 | 100 m dorso          | 1'00"61  | 20ª        | non qualificata | non qualificata | non qualificata | non qualificata |
| Sharon van Rouwendaal                                                                                 | 200 m dorso          | 2'10"60  | 16ª Q      | 2'09"50         | 11ª             | non qualificata | non qualificata |
| Marleen Veldhuis                                                                                      | 50 m stile libero    | 24"57    | 2ª Q       | 24"50           | 3ª Q            | 24"39           |                 |
| Inge Dekker Femke Heemskerk Saskia de Jonge* Ranomi Kromowidjojo Hinkelien Schreuder Marleen Veldhuis | 4×100 m stile libero | 3'37"76  | 3ª Q       | N.D.            | N.D.            | 3'33"79         |                 |
| Inge Dekker Femke Heemskerk Ranomi Kromowidjojo Moniek Nijhuis Sharon van Rouwendaal Marleen Veldhuis | 4×100 m misti        | 3'59"19  | 5ª Q       | N.D.            | N.D.            | 3'57"28         | 6ª              |

* Ha partecipato solamente nelle batterie di qualificazione.

## Beach volley/Pallavolo

### Beach volley

#### Maschile
Rosa
|  | Naz.                   |  | Sportivo          | Anno | Alt.   |  |
|  | ---------------------- |  | ----------------- | ---- | ------ |  |
|  | Paesi Bassi (bandiera) |  | Reinder Nummerdor | 1976 | 1,94 m |  |
|  | Paesi Bassi (bandiera) |  | Richard Schuil    | 1986 | 2,02 m |  |

Fase a gironi - Girone E
| 29/07/2012 | 14.30 | Nummerdor - Schuil | 2 - 1 | Villafañe - Hernández | (21-18, 17-21, 15-10) | Horse Guards Parade |
| 31/07/2012 | 15:30 | Nummerdor - Schuil | 2 - 0 | Erdmann - Matysik     | (21-9 , 21-16 )       | Horse Guards Parade |
| 02/08/2012 | 9:00  | Nummerdor - Schuil | 0 - 2 | Pļaviņš - Šmēdiņš     | (14-21 ,18-21 )       | Horse Guards Parade |

| Pos. | Coppie                | Pt | G | V | P | Sv | Sp | Sr    | Pv  | Pp  | Pr    |
| ---- | --------------------- | -- | - | - | - | -- | -- | ----- | --- | --- | ----- |
| 1    | Pļaviņš - Šmēdiņš     | 6  | 3 | 3 | 0 | 6  | 1  | 6.000 | 141 | 113 | 1.248 |
| 2    | Nummerdor - Schuil    | 5  | 3 | 2 | 1 | 4  | 3  | 1.333 | 127 | 116 | 1.095 |
| 3    | Erdmann - Matysik     | 4  | 3 | 1 | 2 | 3  | 5  | 0.600 | 132 | 148 | 0.892 |
| 4    | Villafañe - Hernández | 3  | 3 | 0 | 3 | 2  | 6  | 0.333 | 128 | 151 | 0.848 |

Ottavi di finale
| Londra 4 agosto 2012, ore 14:00 BST | Nummerdor-Schuil                       | 2 – 0 (22-20; 21-15) referto | Heuscher-Bellaguarda | Horse Guards Parade\| Arbitri: \| Darryl Lawrence Friesen Richard Casutt \| |
| Arbitri:                            | Darryl Lawrence Friesen Richard Casutt |                              |                      |                                                                             |

Quarti di finale
| Londra 6 agosto 2012, ore 23:00 BST | Nummerdor-Schuil                                     | 2 – 0 (21-16; 21-18) referto | Nicolai-Lupo | Horse Guards Parade\| Arbitri: \| Maria Paes Villas-Boas da Fonse Rui Miranda Carvalho \| |
| Arbitri:                            | Maria Paes Villas-Boas da Fonse Rui Miranda Carvalho |                              |              |                                                                                           |

Semifinale
| Londra 7 agosto 2012, ore 23:00 BST | Brink-Reckermann                | 2 – 0 (21-14; 21-16) referto | Nummerdor-Schuil | Horse Guards Parade\| Arbitri: \| Daniel Lee Apol Jonas Personeni \| |
| Arbitri:                            | Daniel Lee Apol Jonas Personeni |                              |                  |                                                                      |

Finale 3º - 4º posto
| Londra 9 agosto 2012, ore 19:00 BST | Pļaviņš-Šmēdiņš             | 2 – 1 (19-21; 21-19; 15-11) referto | Nummerdor-Schuil | Horse Guards Parade\| Arbitri: \| Leijun Wang Daniel Lee Apol \| |
| Arbitri:                            | Leijun Wang Daniel Lee Apol |                                     |                  |                                                                  |

 Paesi Bassi nella classifica finale: 4º posto

#### Femminile

##### Coppia Keizer-van Iersel
Rosa
|  | Naz.                   |  | Sportivo           | Anno | Alt.   |  |
|  | ---------------------- |  | ------------------ | ---- | ------ |  |
|  | Paesi Bassi (bandiera) |  | Sanne Keizer       | 1985 | 1,81 m |  |
|  | Paesi Bassi (bandiera) |  | Marleen van Iersel | 1988 | 1,80 m |  |

Fase a gironi - Girone D
| 29/07/2012 | 12.00 | Keizer - van Iersel | 1 - 2 | Baquerizo - Fernández | (21-14, 16-21, 11-15)  | Horse Guards Parade |
| 31/07/2012 | 23:00 | Kessy - Ross        | 2 - 1 | Keizer - van Iersel   | (21-15 , 12-21, 15-8 ) | Horse Guards Parade |
| 02/08/2012 | 11:00 | Keizer - van Iersel | 2 - 0 | Gallay - Zonta        | (21-12, 21-16 )        | Horse Guards Parade |

| Pos. | Coppie            | Pt | G | V | P | Sv | Sp | Sr    | Pv  | Pp  | Pr    |
| ---- | ----------------- | -- | - | - | - | -- | -- | ----- | --- | --- | ----- |
| 1    | Kessy-Ross        | 6  | 3 | 3 | 0 | 6  | 2  | 3.000 | 149 | 131 | 1.137 |
| 2    | Liliana-Baquerizo | 5  | 3 | 2 | 1 | 5  | 3  | 1.667 | 149 | 143 | 1.042 |
| 3    | van Iersel-Keizer | 4  | 3 | 1 | 2 | 4  | 4  | 1.000 | 134 | 126 | 1.063 |
| 4    | Gallay-Zonta      | 3  | 3 | 0 | 3 | 0  | 6  | 0.000 | 93  | 126 | 0.738 |

Ottavi di finale
| Londra 4 agosto 2012, ore 21:00 BST | May-Treanor-Walsh                                    | 2 – 0 (21-13; 21-12) referto | van Iersel-Keizer | Horse Guards Parade\| Arbitri: \| Maria Paes Villas-Boas da Fonse Rui Miranda Carvalho \| |
| Arbitri:                            | Maria Paes Villas-Boas da Fonse Rui Miranda Carvalho |                              |                   |                                                                                           |

 Paesi Bassi Eliminata - Posizione nella classifica finale: 9º posto pari merito con la seconda coppia dei  Paesi Bassi (Meppelink-van Gestel),  Germania,  Brasile,  Svizzera,  Spagna,  Cina e  Russia

##### Coppia Meppelink-van Gestel
Rosa
|  | Naz.                   |  | Sportivo           | Anno | Alt.   |  |
|  | ---------------------- |  | ------------------ | ---- | ------ |  |
|  | Paesi Bassi (bandiera) |  | Madelein Meppelink | 1989 | 1,82 m |  |
|  | Paesi Bassi (bandiera) |  | Sophie van Gestel  | 1991 | 1,80 m |  |

Fase a gironi - Girone E
| 29/07/2012 | 20.00 | Antunes - Antonelli | 2 - 0 | Meppelink - van Gestel | (21-10, 21-19) | Horse Guards Parade |
| 31/07/2012 | 16:30 | Palmer - Bawden     | 0 - 2 | Meppelink - van Gestel | (19-21, 15-21) | Horse Guards Parade |
| 02/08/2012 | 14:30 | Goller - Ludwig     | 2 - 0 | Meppelink - van Gestel | (21-18, 21-14) | Horse Guards Parade |

| Pos. | Coppie               | Pt | G | V | P | Sv | Sp | Sr    | Pv  | Pp  | Pr    |
| ---- | -------------------- | -- | - | - | - | -- | -- | ----- | --- | --- | ----- |
| 1    | Antunes-Antonelli    | 6  | 3 | 3 | 0 | 6  | 2  | 3.000 | 161 | 138 | 1.167 |
| 2    | Goller-Ludwig        | 5  | 3 | 2 | 1 | 5  | 3  | 1.557 | 160 | 144 | 1.111 |
| 3    | Meppelink-van Gestel | 4  | 3 | 1 | 2 | 2  | 4  | 0.500 | 103 | 118 | 0.873 |
| 4    | Palmer-Bawden        | 3  | 3 | 0 | 3 | 2  | 6  | 0.333 | 127 | 151 | 0.841 |

Lucky loser
| Londra 2 agosto 2012, ore 22:00 BST | Háječková-Klapalová            | 0 – 2 (17-21; 17-21) referto | Meppelink-van Gestel | Horse Guards Parade\| Arbitri: \| Damien Searle Catriona Tweedie \| |
| Arbitri:                            | Damien Searle Catriona Tweedie |                              |                      |                                                                     |

Ottavi di finale
| Londra 3 agosto 2012, ore 14:00 BST | França-Felisberta           | 2 – 0 (21-10; 21-17) referto | Meppelink-van Gestel | Horse Guards Parade\| Arbitri: \| Leijun Wang Jonas Personeni \| |
| Arbitri:                            | Leijun Wang Jonas Personeni |                              |                      |                                                                  |

 Paesi Bassi Eliminata - Posizione nella classifica finale: 9º posto pari merito con la seconda coppia dei  Paesi Bassi (van Iersel-Keizer),  Germania,  Brasile,  Svizzera,  Spagna,  Cina e  Russia

## Scherma
Maschile
| Atleta        | Evento            | Sedicesimi                   | Ottavi di finale          | Quarti di finale     | Semifinali           | Finale               | Pos. |
| Atleta        | Evento            | Avversario Risultato         | Avversario Risultato      | Avversario Risultato | Avversario Risultato | Avversario Risultato | Pos. |
| ------------- | ----------------- | ---------------------------- | ------------------------- | -------------------- | -------------------- | -------------------- | ---- |
| Bas Verwijlen | Spada Individuale | A. Schwantes (BRA) V (15-10) | J. Fiedler (GER) P (8-15) | non qualificato      | non qualificato      | non qualificato      | 9°   |

## Taekwondo
Maschile
| Atleta       | Evento | Ottavi                           | Quarti                    | Semifinale           | Ripescaggio Turno 1  | Ripescaggio Turno 2  | Finale               | Classifica |
| Atleta       | Evento | Avversario Risultato             | Avversario Risultato      | Avversario Risultato | Avversario Risultato | Avversario Risultato | Avversario Risultato | Classifica |
| ------------ | ------ | -------------------------------- | ------------------------- | -------------------- | -------------------- | -------------------- | -------------------- | ---------- |
| Tommy Mollet | −80 kg | A. Abdelrahman (EGY) V (9-8) SDP | A. Yeremyan (ARM) P (4-6) | non qualificato      | non qualificato      | non qualificato      | non qualificato      | 5°         |

## Tennis
Maschile
| Atleta                        | Evento  | 32-esimi                          | 16-esimi                                        | Ottavi               | Quarti               | Semifinali           | Finale               | Pos.            |
| Atleta                        | Evento  | Avversario Risultato              | Avversario Risultato                            | Avversario Risultato | Avversario Risultato | Avversario Risultato | Avversario Risultato | Pos.            |
| ----------------------------- | ------- | --------------------------------- | ----------------------------------------------- | -------------------- | -------------------- | -------------------- | -------------------- | --------------- |
| Robin Haase                   | Singolo | R. Gasquet (FRA) P 0-2 (3-6, 3-6) | non qualificato                                 | non qualificato      | non qualificato      | non qualificato      | non qualificato      | non qualificato |
| Robin Haase Jean-Julien Rojer | Doppio  | N.D.                              | L. Paes/ V. Vardhan (IND) P 1-2 (6-7, 6-4, 2-6) | non qualificati      | non qualificati      | non qualificati      | non qualificati      | non qualificati |

## Tennis tavolo
Femminile
| Atleta                      | Evento  | Preliminari          | Round 1              | Round 2              | Round 3                                                        | Round 4                                                            | Quarti di finale                           | Semifinale           | Finale               | Posizione       |
| Atleta                      | Evento  | Avversario Risultato | Avversario Risultato | Avversario Risultato | Avversario Risultato                                           | Avversario Risultato                                               | Avversario Risultato                       | Avversario Risultato | Avversario Risultato | Posizione       |
| --------------------------- | ------- | -------------------- | -------------------- | -------------------- | -------------------------------------------------------------- | ------------------------------------------------------------------ | ------------------------------------------ | -------------------- | -------------------- | --------------- |
| Jiao Li                     | Singolo | Bye                  | Bye                  | Bye                  | M. Pesoc'ka (UKR) V 4-0 (11-3, 11-9, 11-4, 11-4)               | E. Samara (ROU) V 4-2 (11-5, 8-11, 13-11, 6-11, 11-9, 11-7)        | Li X. (CHN) P 0-4 (5-11, 9-11, 9-11, 7-11) | non qualificata      | non qualificata      | non qualificata |
| Jie Li                      | Singolo | Bye                  | Bye                  | Bye                  | N. Partyka (POL) V 4-2 (11-13, 6-11, 16-14, 11-7, 12-10, 11-7) | A. Fukuhara (JPN) P 3-4 (4-11, 11-8, 11-8, 11-6, 5-11, 8-11, 8-11) | non qualificata                            | non qualificata      | non qualificata      | non qualificata |
| Jiao Li Jie Li Elena Timina | Squadre | N.D.                 | N.D.                 | N.D.                 | N.D.                                                           | Egitto (EGY) V 3-0 (3-0, 3-0, 3-0)                                 | Cina (CHN) P 0-3 (0-3, 1-3, 0-3)           | non qualificate      | non qualificate      | non qualificate |

## Tiro a segno/volo
Maschile
| Atleta            | Evento                       | Qualificazione | Qualificazione | Finale          | Finale          |
| Atleta            | Evento                       | Punteggio      | Classifica     | Punteggio       | Classifica      |
| ----------------- | ---------------------------- | -------------- | -------------- | --------------- | --------------- |
| Peter Hellenbrand | Carabina 50 m 3 posizioni    | 1160           | 28°            | non qualificato | non qualificato |
| Peter Hellenbrand | Carabina 50 m a terra        | 588            | 43°            | non qualificato | non qualificato |
| Peter Hellenbrand | Carabina 10 m aria compressa | 596            | 7º Q           | 699,8           | 5°              |

## Tiro con l'arco
Maschile
| Atleta           | Evento      | Round di qualificazione | Round di qualificazione | 32-esimi                     | 16-esimi                   | Ottavi                    | Quarti                     | Semifinali                  | Finale                    | Pos. |
| Atleta           | Evento      | Punteggio               | Seed                    | Avversario Seed Punteggio    | Avversario Seed Punteggio  | Avversario Seed Punteggio | Avversario Seed Punteggio  | Avversario Seed Punteggio   | Avversario Seed Punteggio | Pos. |
| ---------------- | ----------- | ----------------------- | ----------------------- | ---------------------------- | -------------------------- | ------------------------- | -------------------------- | --------------------------- | ------------------------- | ---- |
| Rick van der Ven | Individuale | 671                     | 16º                     | J. Henckels (LUX) (49) V 6-2 | D. Gankin (KAZ) (17) V 7-1 | Im D.-H. (KOR) (1) V 7-1  | Kuo C.-w. (TPE) (40) V 6-0 | T. Furukawa (JPN) (5) P 5-6 | Dai X. (CHN) (7) P 5-6    | 4°   |

## Triathlon
Femminile
| Atleta         | Evento    | Nuoto  | Trans. 1 | Ciclismo  | Trans. 2 | Corsa  | Totale    | Classifica |
| -------------- | --------- | ------ | -------- | --------- | -------- | ------ | --------- | ---------- |
| Maaike Caelers | Femminile | 20'49" | 0'44"    | 1h 09'41" | 0'36"    | 35'03" | 2h 06'53" | 41ª        |
| Rachel Klamer  | Femminile | 19'27" | 0'44"    | 1h 07'14" | 0'35"    | 36'59" | 2h 04'59" | 36ª        |

## Vela
Maschile
| Atleta                   | Evento | Regata | Regata | Regata | Regata | Regata | Regata | Regata | Regata | Regata | Regata | Regata | Punteggio Totale | Punteggio Netto | Classifica |
| Atleta                   | Evento | 1      | 2      | 3      | 4      | 5      | 6      | 7      | 8      | 9      | 10     | M      | Punteggio Totale | Punteggio Netto | Classifica |
| ------------------------ | ------ | ------ | ------ | ------ | ------ | ------ | ------ | ------ | ------ | ------ | ------ | ------ | ---------------- | --------------- | ---------- |
| Dorian van Rijsselberghe | RS:X   | 1      | 1      | 1      | 3      | 1      | 2      | 1      | 2      | 1      | 39 DNF | 2      | 54               | 15              |            |
| Rutger van Schaardenburg | Laser  | 33     | 11     | 14     | 7      | 11     | 14     | 26     | 5      | 19     | 23     | EL     | 163              | 130             | 14°        |
| Pieter-Jan Postma        | Finn   | 5      | 10     | 3      | 4      | 20     | 13     | 2      | 2      | 1      | 2      | 10     | 72               | 52              | 4°         |
| Kalle Coster Sven Coster | 470    | 8      | 5      | 19     | 7      | 21     | 24     | 9      | 22     | 6      | 8      | EL     | 129              | 105             | 12°        |

Femminile
| Atleta                        | Evento       | Regata | Regata | Regata | Regata | Regata | Regata | Regata | Regata | Regata | Regata | Regata | Punteggio Totale | Punteggio Netto | Classifica |
| Atleta                        | Evento       | 1      | 2      | 3      | 4      | 5      | 6      | 7      | 8      | 9      | 10     | M      | Punteggio Totale | Punteggio Netto | Classifica |
| ----------------------------- | ------------ | ------ | ------ | ------ | ------ | ------ | ------ | ------ | ------ | ------ | ------ | ------ | ---------------- | --------------- | ---------- |
| Marit Bouwmeester             | Laser Radial | 6      | 3      | 4      | 5      | 6      | 1      | 4      | 3      | 6      | 1      | 4      | 39               | 37              |            |
| Lobke Berkhout Lisa Westerhof | 470          | 1      | 8      | 6      | 4      | 2      | 18     | 4      | 3      | 20     | 6      | 12     | 84               | 64              |            |

Match racing
| Atleta                                             | Evento     | Round robin | Round robin | Round robin | Round robin | Round robin | Round robin | Round robin | Round robin | Round robin | Round robin | Round robin | Classifica | Eliminazioni      | Eliminazioni    | Eliminazioni    | Classifica |
| Atleta                                             | Evento     | NZL         | RUS         | FRA         | FIN         | ESP         | DEN         | POR         | AUS         | USA         | GBR         | SWE         | Classifica | Quarti            | Semif.          | Finale          | Classifica |
| -------------------------------------------------- | ---------- | ----------- | ----------- | ----------- | ----------- | ----------- | ----------- | ----------- | ----------- | ----------- | ----------- | ----------- | ---------- | ----------------- | --------------- | --------------- | ---------- |
| Annemieke Bes Marcelien de Koning Renée Groeneveld | Elliott 6m | V 1-0       | P 0-1       | P 0-1 DSQ   | V 1-0       | P 0-1 DNF   | P 0-1       | V 1-0       | P 0-1       | P 0-1       | V 1-0       | P 0-1       | 8ª Q       | Australia P (1-3) | non qualificate | non qualificate | 8ª         |